# Pila de Santo Domingo de Guzmán

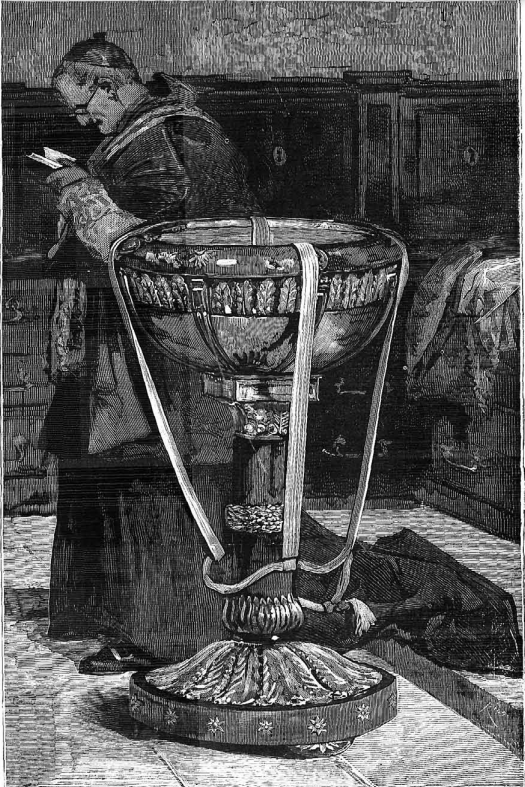
La Pila en 1880, montada para el bautismo de María de las Mercedes, princesa de Asturias. (Dibujo aparecido en La Ilustración Española y Americana)

La Pila de Santo Domingo de Guzmán es una pila bautismal y una reliquia conocida por haber servido para el bautismo de Santo Domingo de Guzmán y después para los de infantes y príncipes españoles desde el siglo XVII.

## Historia
Según la tradición en esta pila habría recibido el bautismo Domingo de Guzmán en 1170 en la iglesia de San Sebastián en su localidad natal, Caleruega (Burgos). Alfonso X mandó su traslado desde esta iglesia al convento dominico de la población, a pesar de que para entonces la parroquia pertenecía ya al convento.
Desde la canonización de Domingo de Guzmán fue venerada como reliquia.
En 1605 fue mandada traer por Felipe III para el bautismo de su hijo el príncipe Felipe (futuro Felipe IV) en la iglesia del convento de San Pablo de Valladolid, donde residía la corte y que hacía las veces de iglesia de corte. Siguiendo a la corte, la pila llegaría a Madrid donde sería custodiada en el convento de Santo Domingo el Real, de dominicas y cercano al Alcázar de Madrid y a su sucesor el Palacio Real.
Desde allí sería sacada para los bautizos de personas reales, desde príncipes de Asturias hasta infantes.
Durante la estancia de Felipe V y la corte en Sevilla en el conocido como Lustro Real (1729-1733) la pila sería trasladada a esta ciudad para el bautismo de la infanta María Antonia en 1729.
Hasta 2024 estuvo en poder de las dominicas de Santo Domingo el Real en su ubicación de la calle Claudio Coello. El 10 de febrero de ese año, como consecuencia del cierre de ese convento pasó a la basílica de Nuestra Señora de Atocha regida por la orden dominica.

## Descripción
La pila es de piedra blanca y tiene forma y sección esférica. Esta guarnecida de una placa de chapa en su borde superior, que recubre la parte exterior de la pila, con resaltes en forma de nervios hasta la base de la esfera. Este guarnecido tiene labrados los escudos del reino de España y la orden dominica, en el borde superior de la semiesfera.
Durante su historia como pila para bautismos reales ha sido dispuesta sobre ricas peanas de plata, o de madera y bronce.

### Individuales
1. ↑  «Pila bautismal de Santo Domingo». Orden de Predicadores. 7 de mayo de 2019. Consultado el 7 de abril de 2022.
2. ↑  Zúñiga, Lorenzo Bautista de (1748).  Florencio Joseph de Blas y Quesada, ed. Annales eclesiásticos i seglares de la m.n.i.m.l. ciudad de Sevilla, que comprehenden la olimpiada, o lustro de la corte en ella: con dos apendices, uno desde el año de 1671 hasta el de 1746. Sevilla. p. 134.
3. ↑  Gembero-Ustárroz, María (2010). «El contexto musical andaluz durante la estancia de la corte de Felipe V en Sevilla (1729-1733)». Sevilla y Corte. Las artes y el lustro real (1729-1733).
4. ↑  González González, Carmen; Aniz Iriarte, Cándido (1993). «2.2 Pila de Santo Domingo». Real monasterio de Santo Domingo de Caleruega: fundación de Alfonso X el Sabio. Editorial San Esteban. ISBN 978-84-87557-56-9. Consultado el 11 de abril de 2022.
5. ↑  «La pila bautismal de Sto. Domingo de Guzmán se muda a la Basílica de Atocha». Orden de Predicadores. 14 de febrero de 2024. Consultado el 15 de febrero de 2024.